# Färentuna landsfiskalsdistrikt
Färentuna landsfiskalsdistrikt var 1918–1964 ett landsfiskalsdistrikt i Stockholms län, bildat när Sveriges indelning i landsfiskalsdistrikt trädde i kraft den 1 januari 1918, enligt beslut den 7 september 1917. Den 1 januari 1965 avskaffades i Sverige samtliga landsfiskaler och landsfiskalsdistrikt, och deras arbetsuppgifter delades upp på de nyskapade indelningarna polisdistrikt, åklagardistrikt och kronofogdedistrikt.
Landsfiskalsdistriktet låg under länsstyrelsen i Stockholms län.

## Ingående områden
När Sveriges nya indelning i landsfiskalsdistrikt trädde i kraft den 1 januari 1952 (enligt kungörelsen 1 juni 1951) ändrades distriktets omfattning.

### Från 1918
Färentuna härad:
- Adelsö landskommun
- Ekerö landskommun
- Färentuna landskommun
- Hilleshögs landskommun
- Lovö landskommun
- Munsö landskommun
- Skå landskommun
- Sånga landskommun

### Från 1 januari 1952
- Ekerö landskommun
- Färingsö landskommun